# Traunreut

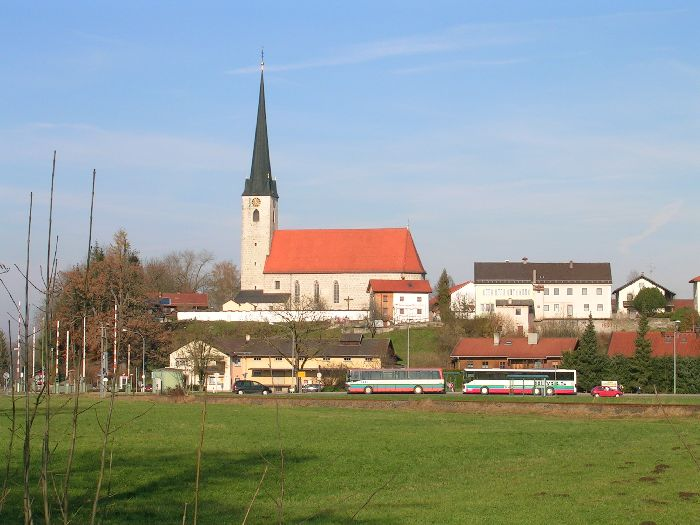
Sankt Georgen, Traunreut.

Traunreut är en stad i Landkreis Traunstein i Regierungsbezirk Oberbayern i förbundslandet Bayern i Tyskland.